# Le Réveil du peuple (chant)
 (septembre 2018).
Pour les articles homonymes, voir Le Réveil du peuple.
Le Réveil du peuple est un chant de l'époque révolutionnaire, dont les paroles sont de Jean-Marie Souriguières et la musique de Pierre Gaveaux. Il fut chanté pour la première fois le 19 janvier 1795.
Ce chant est une protestation contre les excès révolutionnaires de la Terreur : il s’en prend aux Jacobins et s’oppose à La Marseillaise. Il fut extrêmement populaire aussi bien auprès des royalistes que des anti-jacobins,.
La lutte entre Le Réveil du peuple et La Marseillaise trouva dans les théâtres un accueil privilégié : aux chanteurs comme Talma, s’opposaient leurs adversaires, véritables commandos de muscadins.
Le chant fut finalement interdit par le Directoire le 18 nivôse an IV.

## Paroles
Peuple Français, peuple de frères,
Peux-tu voir sans frémir d'horreur,
Le crime arborer les bannières
Du carnage et de la terreur ?
Tu souffres qu'une horde atroce
Et d'assassins et de brigands,
Souille par son souffle féroce
Le territoire des vivants.
Quelle est cette lenteur barbare ?
Hâte-toi, peuple souverain,
De rendre aux monstres du Ténare
Tous ces buveurs de sang humain !
Guerre à tous les agents du crime !
Poursuivons-les jusqu'au trépas ;
Partage l'horreur qui m'anime !
Ils ne nous échapperont pas.
Ah ! qu'ils périssent ces infâmes,
Et ces égorgeurs dévorants,
Qui portent au fond de leurs âmes
Le crime et l'amour des tyrans !
Mânes plaintifs de l'innocence,
Apaisez-vous dans vos tombeaux ;
Le jour tardif de la vengeance
Fait enfin pâlir vos bourreaux.
Voyez déjà comme ils frémissent ;
Ils n'osent fuir, les scélérats !
Les traces de sang qu'ils vomissent
Décèleraient bientôt leurs pas.
Oui, nous jurons sur votre tombe,
Par notre pays malheureux,
De ne faire qu'une hécatombe
De ces cannibales affreux.
Représentants d'un peuple juste,
Ô vous ! législateurs humains !
De qui la contenance auguste
Fait trembler nos vils assassins,
Suivez le cours de votre gloire ;
Vos noms, chers à l'humanité,
Volent au temple de mémoire,
Au sein de l'immortalité.

### Couplets lyonnais ajoutés à la version originale
Une version lyonnaise fut également écrite:
Peuple lyonnais, peuple de frères,
Peux-tu voir sans frémir d'horreur
Le crime arborer les bannières,
Du carnage et de la terreur ?
Tu souffres qu'une horde atroce
Et d'assassins et de brigands
Souille par son souffle féroce
Le territoire des vivants.
Cité jadis si florissante,
Antique et superbe Lyon,
En vain une horde sanglante
A juré ta destruction.
La justice enfin te seconde
Redeviens sous ses étendards,
La première ville du monde
Pour le commerce et pour les arts.
N'oublions pas qu'en cette enceinte
Jadis régna la cruauté,
Qu'elle a voulu porter atteinte
A notre chère liberté.
Poursuivons, poursuivons sans cesse
Les scélérats et les brigands,
Les lois ont fait cette promesse
D'anéantir tous les tyrans.
Malheureux peuple, à tes alarmes
Vont succéder d'autres destins ;
La bravoure te rend les armes,
La justice te rend tes biens :
Par l'un tu soutiens l'indigence,
L'autre fut toujours dans tes mains
L'appui sacré de l'innocence
Et la terreur des assassins.